# Pacific Daily News
Pacific Daily News, ранее известная как Guam Daily News — ежедневное периодическое издание Гуама, выпускаемое в Хагатне, столице территории. Издание принадлежит корпорации Gannett Company. Газета была основана в 1951 году Джозефом Флоресом, позднее избранным в качестве губернатора Гуама.
Каждый выпуск издания содержит местные новости и статьи о Гуаме, Микронезии и тихоокеанском регионе в целом, а также последние новости США и мира. Большая часть материалов, публикуемых газетой, обычно связана с политическими вопросами и проблемами, затрагивающими непосредственно жителей Гуама. Кромеме того, издание содержит еженедельную развлекательную рубрику, публикуемую каждую пятницу под названием «GuamPika» и ориентированную на посетителей острова.
Оставаясь единственным ежедневным периодическим изданием в Микронезии, Pacific Daily News доставляется воздушным транспортом на все основные острова региона.

## Дополнительные издания
Помимо ежедневной газеты, периодическое издание также выпускает дополнительные еженедельники, в основном предназначенные для военнослужащих США:
- The Navigator — ориентирован на Военно-морские силы США;
- The Pacific Edge — ориентирован на Военно-воздушные силы США.